# Corpo centrale e rupi costiere occidentali dell'Isola di Capri
Corpo centrale e rupi costiere occidentali dell'Isola di Capri este o arie protejată (arie specială de conservare — SAC, sit de importanță comunitară — SCI, arie de protecție specială avifaunistică — SPA) din Italia întinsă pe o suprafață de 388 ha, din care 1 % marine.

## Localizare
Centrul sitului Corpo centrale e rupi costiere occidentali dell'Isola di Capri este situat la coordonatele 40°32′54″N 14°13′26″E / 40.548333°N 14.223889°E.

## Înființare
Situl Corpo centrale e rupi costiere occidentali dell'Isola di Capri a fost declarat sit de importanță comunitară în mai 1995 pentru a proteja 68 de specii de animale. Alte tipuri de protecție:
- arie de protecție specială avifaunistică (în aprilie 2004)[3]
- arie specială de conservare (în mai 2019)[2][4][5]

## Biodiversitate
Situată în ecoregiunea mediteraneană, aria protejată conține 8 habitate naturale: Formațiuni scunde de Euphorbia în apropierea falezelor, Pseudostepă cu ierburi și specii anuale de Thero-Brachypodietea, Matorral arborescenți cu Juniperus spp., Tufărișuri termo-mediteraneene și de pre-deșert, Faleze cu vegetație de Limonium spp. endemic de pe coastele mediteraneene, Păduri de Quercus ilex și Quercus rotundifolia, Peșteri inaccesibile publicului, Peșteri marine scufundate complet sau parțial.
La baza desemnării sitului se află mai multe specii protejate:
- păsări (63): ciocârlie-de-câmp (Alauda arvensis), pescăruș albastru (Alcedo atthis), fâsă-de-câmp (Anthus campestris), fâsă de pădure (Anthus trivialis), stârc galben (Ardeola ralloides), ciuf de câmp (Asio flammeus), Calonectris diomedea, caprimulg (Caprimulgus europaeus), Certhia brachydactyla, chirighiță neagră (Chlidonias niger), florinte (Chloris chloris), barză albă (Ciconia ciconia), erete de stuf (Circus aeruginosus), erete cenușiu (Circus pygargus), porumbel gulerat (Columba palumbus), prepeliță (Coturnix coturnix), gușă vânătă (Cyanecula svecica), măcăleandru (Erithacus rubecula), șoim de iarnă (Falco columbarius), Falco eleonorae, șoim călător (Falco peregrinus), muscar-gulerat (Ficedula albicollis), muscar negru (Ficedula hypoleuca), frunzăriță galbenă (Hippolais icterina), sfrâncioc roșiatic (Lanius collurio), Larus argentatus, pescăruș sur (Larus canus), pescăruș negricios (Larus fuscus), pescăruș râzător (Larus ridibundus), ciocârlie de pădure (Lullula arborea), ciocârlie de bărăgan (Melanocorypha calandra), gaia neagră (Milvus migrans), gaia roșie (Milvus milvus), mierlă albastră (Monticola solitarius), muscar sur (Muscicapa striata), pietrar mediteranean (Oenanthe hispanica), pietrar sur (Oenanthe oenanthe), vultur pescar (Pandion haliaetus), viespar (Pernis apivorus), Phalacrocorax carbo sinensis, codroș de munte (Phoenicurus ochruros), codroșul de pădure (Phoenicurus phoenicurus), pitulice de munte (Phylloscopus collybita), pitulice sfârâitoare (Phylloscopus sibilatrix), pitulice-fluierătoare (Phylloscopus trochilus), brumăriță de pădure (Prunella modularis), aușel sprâncenat (Regulus ignicapilla), aușel cu cap galben (Regulus regulus), mărăcinar negru (Saxicola torquatus), sitar de pădure (Scolopax rusticola), chiră de baltă (Sterna hirundo), turturică (Streptopelia turtur), silvie cu cap negru (Sylvia atricapilla), silvie de zăvoi (Sylvia borin), silvie roșcată (Sylvia cantillans), silvie de câmp (Sylvia communis), silvie mediteraneană (Sylvia melanocephala), silvie de tufiș (Sylvia undata), pănțărușul (Troglodytes troglodytes), sturzul viilor (Turdus iliacus), mierlă (Turdus merula), sturz-cântător (Turdus philomelos), sturzul de vâsc (Turdus viscivorus)
- mamifere (3): liliac cârn (Barbastella barbastellus), liliacul mare cu potcoavă (Rhinolophus ferrumequinum), liliacul mic cu potcoavă (Rhinolophus hipposideros)
- nevertebrate (2): croitorul mare al stejarului (Cerambyx cerdo), Euplagia quadripunctaria

Pe lângă speciile protejate, pe teritoriul sitului au mai fost identificate 12 specii de plante, 2 specii de nevertebrate, 2 specii de reptile.